# Engoulevent d'Amérique
Chordeiles minor
Espèce
Répartition géographique
- Zone de nidification
- Zone d'hivernage

Statut de conservation UICN

 LC  : Préoccupation mineure
L’Engoulevent d'Amérique, Engoulevent commun ou Engoulevent mange-maringouins  (Chordeiles minor) est une espèce d'oiseau qui se trouve de l'extrême sud du Canada à l'Amérique du Sud (à l'exception du sud du continent). L'espèce était autrefois connu sous le nom de Chordeiles virginianus.

## Description
Les engoulevents adultes sont sombres avec des motifs châtain, gris et blanc sur le dos et la poitrine; les longues ailes sont noires et montrent une barre blanche dans le vol. La queue est sombre avec une traînée de croix blanche; la partie supérieure des ailes sombres avec une bande blanche. Le mâle adulte a la gorge blanche. la femelle a la gorge brun clair.

## Comportement
- Chant de l'engoulevent d'Amérique

|  |

Les engoulevents hivernent en Amérique du Sud. Ils migrent en groupes. Leur habitat de reproduction est l'Amérique du Nord et l'Amérique Centrale. Ils nichent généralement sur le sol nu, parfois sur des souches ou des terrasses de sable grossier. Ils pondent deux œufs directement sur le sol, il n'y a pas de nid. L'incubation est faite par la femelle et dure environ 20 jours. Le jeune vole à l'âge de 20 jours. 
Ils attrapent des insectes à la volée, cherchant de la nourriture principalement à l'aube et au crépuscule, parfois la nuit avec la pleine lune ou près d'un éclairage public. L'engoulevent boit en vol en écumant la surface de l’eau avec la mandibule inférieure, le bec grand ouvert. 
Au début de la saison de reproduction, l’engoulevent d’Amérique mâle effectue des parades nuptiales pour attirer une femelle, en l'accompagnant de cris.

## Répartition et habitat
On peut trouver l'engoulevent d'Amérique dans les forêts, les déserts, les savanes, les garrigues de plage et de désert, les villes, les prairies, à une altitude égale ou inférieure à 3 000 m. L'engoulevent d'Amérique est attiré dans les zones urbaines par la présence d'insectes.

### Sous-espèces
D'après la classification de référence (version 12.1, 2022) du Congrès ornithologique international, cette espèce est constituée des neuf sous-espèces suivantes (ordre phylogénique) :
- Chordeiles minor minor (J.R. Forster, 1771) ;
- Chordeiles minor hesperis Grinnell, 1905 ;
- Chordeiles minor sennetti Coues, 1888 ;
- Chordeiles minor howelli Oberholser, 1914 ;
- Chordeiles minor henryi Cassin, 1855 ;
- Chordeiles minor aserriensis Cherrie, 1896 ;
- Chordeiles minor chapmani Coues, 1888 ;
- Chordeiles minor neotropicalis Selander (en) & Alvarez del Toro (en), 1955 ;
- Chordeiles minor panamensis Eisenmann (en), 1962.

## Statut de Conservation
- Statut mondial (UICN) : Préoccupation mineure
- Statut au Québec : espèce susceptible d'être désignée menacée ou vulnérable